# Tournissan
Tournissan település Franciaországban, Aude megyében. Lakosainak száma 284 fő (2022. január 1.). Tournissan Fabrezan, Lagrasse, Ribaute, Saint-Laurent-de-la-Cabrerisse és Talairan községekkel határos.

## Népesség
A település népessége az elmúlt években az alábbi módon változott:
| Lakosok száma | 319  | 219  | 209  | 252  | 281  | 280  | 272  | 270  | 268  | 284  |
|               | 1968 | 1982 | 1990 | 2006 | 2013 | 2015 | 2017 | 2019 | 2020 | 2022 |